# دانييل بوديل
دانييل بوديل (بالتشيكية: Daniel Pudil)‏ (مواليد 27 سبتمبر 1985 في براغ) لاعب كرة قدم تشيكي دولي يجيد اللعب في خط الوسط . يلعب حاليا لصالح نادي غينك البلجيكي منذ 2008 .

## روابط خارجية
- دانييل بوديل على موقع الاتحاد الأوربي (الإنجليزية)
- دانييل بوديل على موقع الاتحاد التشيكي (الإنجليزية)
- دانييل بوديل على موقع قاعدة بيانات كرة القدم.إي يو (الإنجليزية)
- دانييل بوديل على موقع ناشيونال فوتبول تيمز (الإنجليزية)
- دانييل بوديل على موقع Soccerbase.com (لاعب) (الإنجليزية)
- دانييل بوديل على موقع Soccerway.com (الإنجليزية)
- دانييل بوديل على موقع عالم كرة القدم.نت (الإنجليزية)
- دانييل بوديل على موقع كووورة
- دانييل بوديل على موقع AS.com (الإسبانية)